# Kanton Dax-Nord
Der Kanton Dax-Nord war von 1973 bis 2015 ein  französischer Wahlkreis im Arrondissement Dax, im Département Landes und in der Region Aquitanien in Frankreich. Vertreter im Generalrat des Départements war zuletzt von 2011 bis 2015 Henri Bedat (PS).

## Gemeinden
Der Kanton umfasste zehn Gemeinden:
| Gemeinde               | Einwohner Jahr | Fläche km² | Bevölkerungsdichte | Code INSEE | Postleitzahl |
| ---------------------- | -------------- | ---------- | ------------------ | ---------- | ------------ |
| Angoumé                | 292 (2013)     | 7,83       | 37 Einw./km²       | 40003      | 40990        |
| Dax                    | 20.776 (2013)  | –          | – Einw./km²        | 40088      | 40100, 40109 |
| Gourbera               | 369 (2013)     | 27,73      | 13 Einw./km²       | 40114      | 40990        |
| Herm                   | 1094 (2013)    | 52,08      | 21 Einw./km²       | 40123      | 40990        |
| Mées                   | 1.752 (2013)   | 15,11      | 116 Einw./km²      | 40179      | 40990        |
| Rivière-Saas-et-Gourby | 1238 (2013)    | 27,37      | 45 Einw./km²       | 40244      | 40180        |
| Saint-Paul-lès-Dax     | 12.956 (2013)  | 58,45      | 222 Einw./km²      | 40279      | 40990        |
| Saint-Vincent-de-Paul  | 3.048 (2013)   | 32,37      | 94 Einw./km²       | 40283      | 40990        |
| Saubusse               | 943 (2013)     | 10,53      | 90 Einw./km²       | 40293      | 40180        |
| Téthieu                | 695 (2013)     | 11,03      | 63 Einw./km²       | 40315      | 40990        |

Nur ein Teil der Stadt Dax lag im Kanton Dax-Nord. Angegeben ist die Gesamteinwohnerzahl der Stadt. Der südliche Teil gehörte zum Kanton Dax-Sud.